# Měkký kryt
Měkký kryt (protisk, též vernis mou) je jedním ze způsobů grafické techniky leptu. Řadíme jej do tisku z hloubky. V mezinárodním značení má symbol C6.
V moderní grafice se jedná o velmi oblíbenou techniku. Velmi dobře se kombinuje s akvatinou nebo leptem. Techniku objevil Švýcar Dietrich Meyer kolem roku 1660.

## Postup

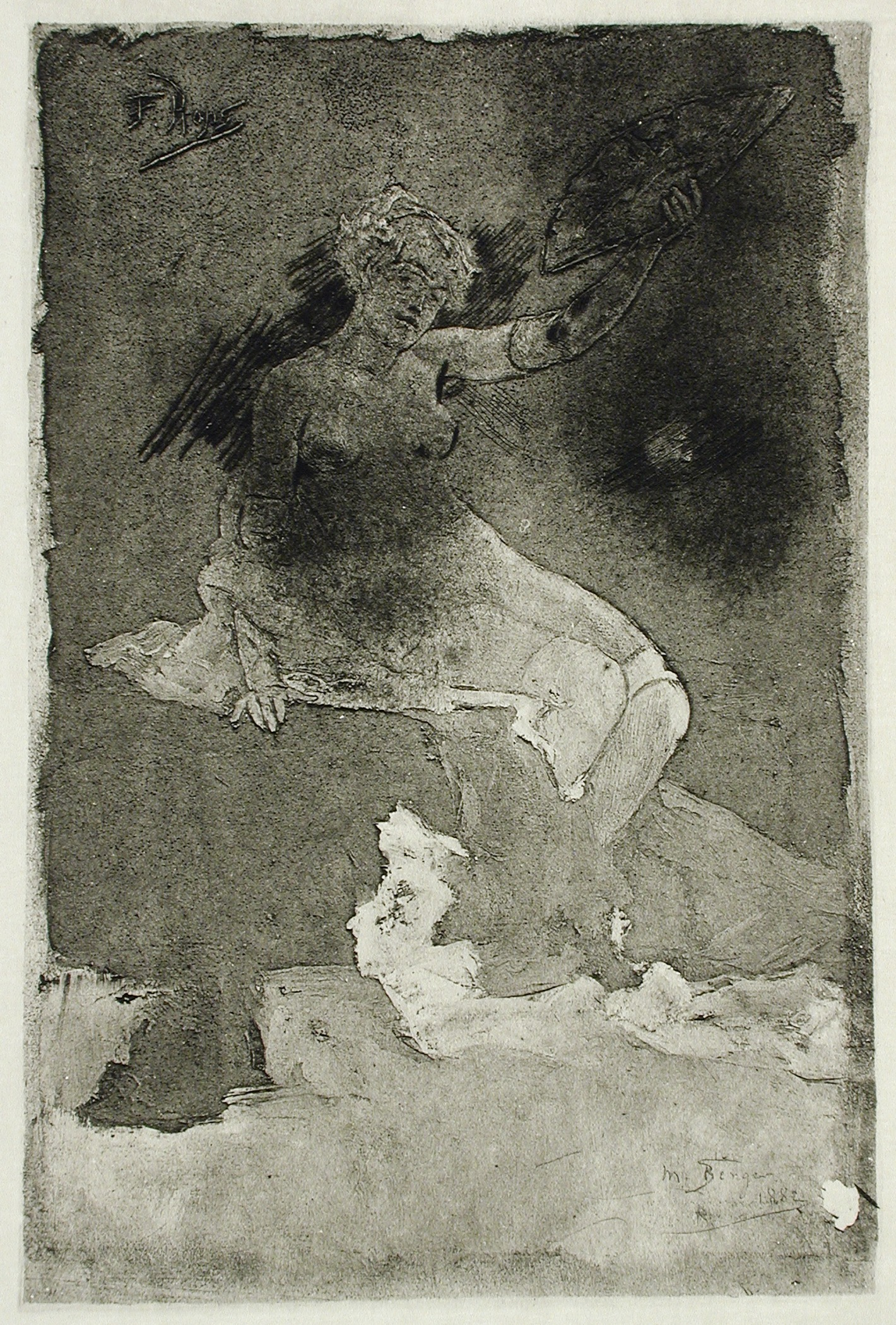
Félicien Rops: Canicule, vernis mou

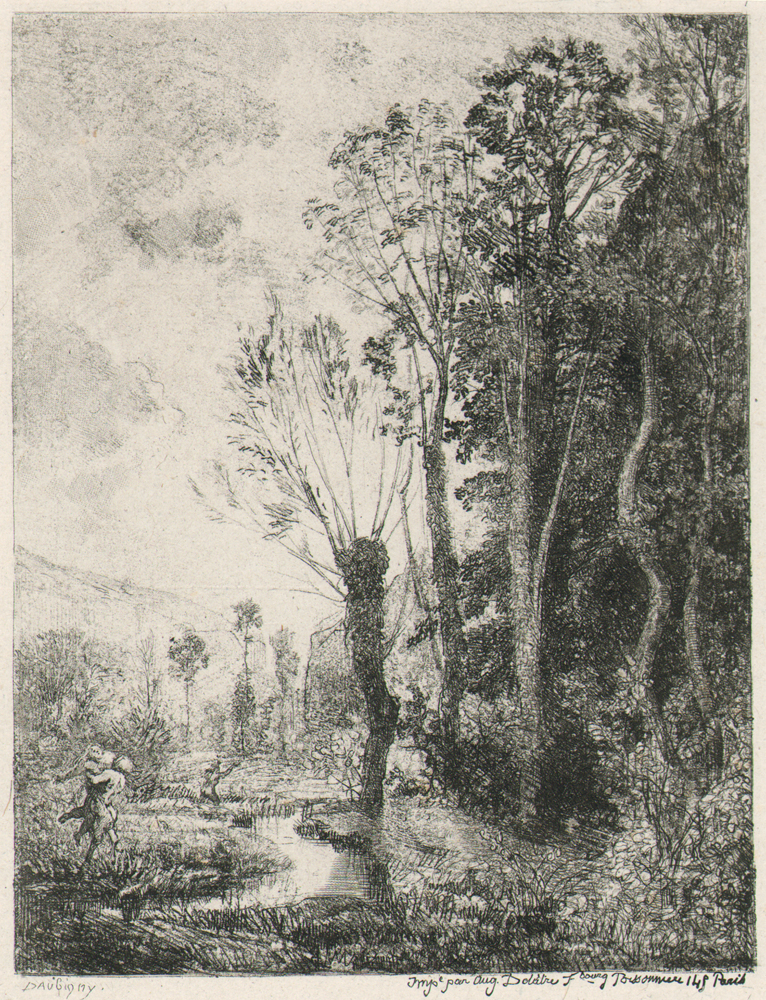
Charles-François Daubigny, Le Satyre, vernis mou

Na desku se nanese kryt (jedná se o totožnou směs jako při leptu, ale změkčenou mastným preparátem jako je lůj nebo vazelína) a upevní papír s kresbou. Kresba se obtáhne různě silnými tužkami, kostěným hrotem nebo i prstem a protlačí krytem až na povrch kovové desky. Měkký kryt v místě kresby ulpí na spodní straně papíru. Do měkkého krytu lze kreslit i přímo jehlou pro dosažení tvrdé linie nebo hrubším štětinovým nebo drátěným štětcem. Po odstranění papíru se deska zaleptá a po smytí krytu je deska připravena k tisku. Při neuspokojivém výsledku je možné desku znovu pokrýt krytem a zopakovat celý postup.
Pro přípravu měkkého krytu existuje množství alternativních receptů. Kromě běžné směsi, sestávající ze 2 dílů asfaltu a 1 dílu loje se používá také směs 3 dílů vosku, 2 dílů asfaltu, 1 dílu loje, upravená přídavkem terpentýnu. Je možné užít také běžecký vosk dodávaný ve spreji. Jestliže se k pevnému krytu přidá prchavý levandulový olej, lze kryt před leptáním mírně vytvrdit zahřátím, při kterém se část oleje odpaří.
Pro kresbu je vhodné užít tenčí papír s ostrým zrnem, např. zn. Ingres. Výsledkem je tisk, který se charakterem blíží kresbě křídou či pastelem a působí malířsky jemnou zrnitostí, kterou zanechává povrch papíru. Technika připouští mnoho variací. Jednou z nich je materiálový tisk, kdy se skrz měkký kryt protlačí struktura látky, zrnitého papíru, listů nebo jiného materiálu s reliéfním povrchem a výsledkem je obraz připomínající koláž.
Techniku vernis mou užívali ve Francii např. Auguste Renoir, Edgar Degas, Lovis Corinth, Charles-François Daubigny, Mary Cassatt, v Anglii Thomas Gainsborough, John Sell Cotman a Thomas Girtin, Belgičan Félicien Rops (1833–1898), v Německu Käthe Kollwitz, z domácích umělců užívali barevný měkký kryt např. Viktor Stretti, Jaromír Stretti-Zamponi nebo Tavík F. Šimon.

## Zieglerografie
Metoda vícebarevného tisku s využitím měkkého krytu, kterou zavedl německý grafik Walter Ziegler (1859-1932). Pro každou barvu se užívá jedna matrice a pro dokonalý soutisk je nutné, aby desky měly přesně shodný formát. Na kreslicí prkno opatřené ze dvou stran nízkými zarážkami se připevní tenký kreslicí papír se zrnitým povrchem. Pod papír se postupně vsouvají matrice a na každé z nich se provede do krytu kresba jednou barvou. Pak se desky obvyklým postupem vyleptají a po navalení barvou se tisknou. Výsledkem je velmi přesná reprodukce barevné kresby.